# درویش‌علی‌قشلاق
درویش‌علی‌قشلاق (به ترکی آذربایجانی: Dervishalikyshlak) یک عوارض جغرافیایی در جمهوری آذربایجان است که در شهرستان خاچماز واقع شده‌است.